# Liste der Monuments historiques in Naix-aux-Forges
Die Liste der Monuments historiques in Naix-aux-Forges führt die Monuments historiques in der französischen Gemeinde Naix-aux-Forges auf.

## Liste der Immobilien
| Bezeichnung       | Beschreibung | Standort                                                             | Kennzeichnung | Schutzstatus | Datum | Bild           |
| ----------------- | --- | -------------------------------------------------------------------- | ------------- | ------------ | ----- | -------------- |
| Ruinen von Nasium | gallorömische Stadt, ab dem ersten Jahrhundert; mit 120 ha Fläche eine der Hauptsiedlungen der Leuker; das Heiligtum auf dem Gebiet von Saint-Amand-sur-Ornain | im Bereich des heutigen Ortes sowie südlich und östlich davon (Lage) | PA00106595    | Classé       | 1862  | weitere Bilder |

## Liste der Objekte
| Bezeichnung               | Beschreibung | Standort                       | Kennzeichnung | Schutzstatus | Datum | Bild |
| ------------------------- | --- | ------------------------------ | ------------- | ------------ | ----- | ---- |
| Gemälde Mariä Himmelfahrt | Ölfarbe auf Leinwand, 17. Jahrhundert, von Nicolas Alliot                                                                   | in der Kirche St-Martin (Lage) | PM55000447    | Classé       | 1981  |      |
| Tabernakel                | mit Skulptur des Guten Hirten; Holz, farbig gefasst und vergoldet, 18. Jahrhundert; aus der Kirche St-Étienne in Bar-le-Duc | in der Kirche St-Martin (Lage) | PM55000446    | Classé       | 1980  |      |